# Siverek
Siverek est une ville du sud-est de la Turquie.

## Personnalités
- Faruk İremet né en 1965
- Mehmed Uzun (1953 - 2007), écrivain
- Siverek Son Haber